# Running Man (越南版)
《Running Man Vietnam》是一個越南的高收視電視真人實境秀節目，原版為韓國SBS電視台的《Running Man》。 《Running Man Vietnam》的遊戲設定為成員與嘉賓前往各個任務地點進行前期任務，由勝出的隊伍或個人獲得對最終任務有利之提示或權力，最後在最終任務地點完成最終任務。
節目於2019年4月6日在胡志明市電視台首播，迅速吸引了大批觀眾。節目的第一季由胡志明市電視台與麥迪遜傳媒集團（Madison Media Group）合作製作。從第二季開始，越南偶像由胡志明市電視台與東西促進股份公司合作製作。
Running Man有兩個外國版本。除了越南版，還有中國版。

## 遊戲賽制
節目成員均會與該期嘉賓進行一系列任務，並爭取在競賽中的提示任務，而任務內容會圍繞該期主題。節目流程主要有兩種形式：多個小任務及追逐戰(撕名牌)或多𠆤小任務及特別玩法。成功勝出的隊伍或個人，將獲得該期的獎品。

## 節目成員

### 現任成員
| 姓名     | 年齡           | 婚姻狀況      | 職業           | 任期                |
| -------- | -------------- | ------------- | -------------- | ------------------- |
| 張世榮   | 1984年（40歲） | 未婚          | 演員、歌手     | 2019年4月6日－至今  |
| 吳建輝   | 1988年（36歲） | 未婚          | 演員、歌手     | 2019年4月6日－至今  |
| 范維順   | 1989年（35歲） | 未婚          | 演員、歌手     | 2019年4月6日－至今  |
| 寧楊蘭玉 | 1990年（34歲） | 未婚          | 演員、電視名人 | 2019年4月6日－至今  |
| 連炳發   | 1990年（34歲） | 未婚          | 演員、電視名人 | 2019年4月6日－至今  |
| 武武長江 | 1983年（41歲） | 已婚 育有一女 | 演員、電視名人 | 2021年9月19日－至今 |
| 范黄科   | 1989年（35歲） | 未婚          | 歌手、詞曲作家 | 2021年9月19日－至今 |
| 黎黃翠銀 | 1991年（33歲） | 未婚          | 演員、電視名人 | 2021年9月19日－至今 |

### 已離隊成員
| 姓名     | 年齡           | 婚姻狀況 | 職業           | 任期                        |
| -------- | -------------- | -------- | -------------- | --------------------------- |
| 镇城     | 1987年（38歲） | 已婚     | 演員、電視名人 | 2019年4月6日－2019年7月20日 |
| 陳潘國寶 | 1990年（34歲） | 未婚     | 演員、電視名人 | 2019年4月6日－2019年7月20日 |

## 賽季最強者
第一季：寧楊蘭玉

第二季：吳建輝